# Nossa Senhora do Rosário (Santo Antão)
Nossa Senhora do Rosário ist eine Freguesia von Kap Verde. Sie umfasst den östlichen Teil des Concelhos Ribeira Grande auf der Insel Santo Antão. 2010 hatte die Verwaltungseinheit 7361 Einwohner.
Die Freguesia ist nach Maria Rosenkranzkönigin benannt. Der Hauptort ist die Kleinstadt Ribeira Grande.

## Siedlungen
Die Freguesia umfasst die folgenden Siedlungen; angegeben ist die Bevölkerungszahl des Zensus von 2010:
- Fajã Domingas Benta (693)
- Lombo Branco (422)
- Lugar de Guene (717)
- Monte Joana (138)
- Pinhão (751)
- Ribeira Grande (2564)
- Ribeira Grande (Umland) (1112)
- Sinagoga (603)
- Xoxo (361)

Koordinaten: 17° 11′ N, 25° 4′ W